# 肖睿
肖睿，东南大学教授、博士生导师，长江学者奖励计划特聘教授，能源热转换及其过程测控教育部重点实验室成员。主要从事能源环境工程研究。主持中国国家863计划、973计划、国家自然科学基金及企业委托课题20余项。获得中国国家科技进步奖二等奖、江苏省科技进步奖一等奖等荣誉，并入选中国国家杰出青年科学基金，2016年入选国家“万人计划”领军人才。担任国际期刊《Fuel Processing Technology》副主编、《International Journal of Greenhouse Gas Control》编委。  